# Ситас
Ситас (на старогръцки: Σιτάς) е цар на тракийското племе дентелети през 29 – 28 г. пр. Хр.
Споменава се в разказа на Дион Касий за тракийските походи през през 29 – 28 г. пр. Хр. на Марк Лициний Крас (младши). Тогава начело на дентелетите е слепия цар Ситас. Той е единствения владетел на дентелетите чието име е достигнало до наши дни.